# Escuela de negocios de Liverpool
La Escuela de negocios de Liverpool (Liverpool Business School; abreviada: LBS) es una escuela de negocios internacional perteneciente a la Universidad John Moores de Liverpool (Reino Unido). A nivel administrativo, pertenece a la Facultad de Ciencias Empresariales y Derecho (Faculty of Business and Law). Se encuentra en el campus de Mount Pleasant (John Foster Building), en el centro urbano de la ciudad de Liverpool. Ofrece cursos de grado, posgrado, de doctorado e investigación. 

## Características y programas
La Escuela de negocios de Liverpool (LBS) es uno de los centros más punteros de la Universidad John Moores de Liverpool. Pertenece a la Facultad de Derecho y Empresariales (Faculty of Business and Law). 
En la actualidad, la escuela ofrece una amplia gama de programas de grado, posgrado (entre los que se encuentra el Executive MBA) y de investigación. Estos programas cubren todos los aspectos del mundo empresarial y tienen como objetivo el mejorar el desarrollo académico y profesional de los estudiantes.
La escuela lleva a cabo actividades de investigación y colaboración externas en gobierno corporativo, en sectores como las finanzas o la banca, en los departamentos locales y regionales de salud (incluido el país de Gales) y en la administración de los servicios sociales. También colabora con diversos grupos empresariales privados.
Para profesionales, la Escuela de negocios de Liverpool ofrece cursos específicos, programas de entrenamiento directivo y consultoría para una amplia gama de actividades empresariales tales como desarrollo de habilidades directivas, planificación empresarial, cambios organizativos, gestión de proyectos, cooperativismo, etc.

## Investigación

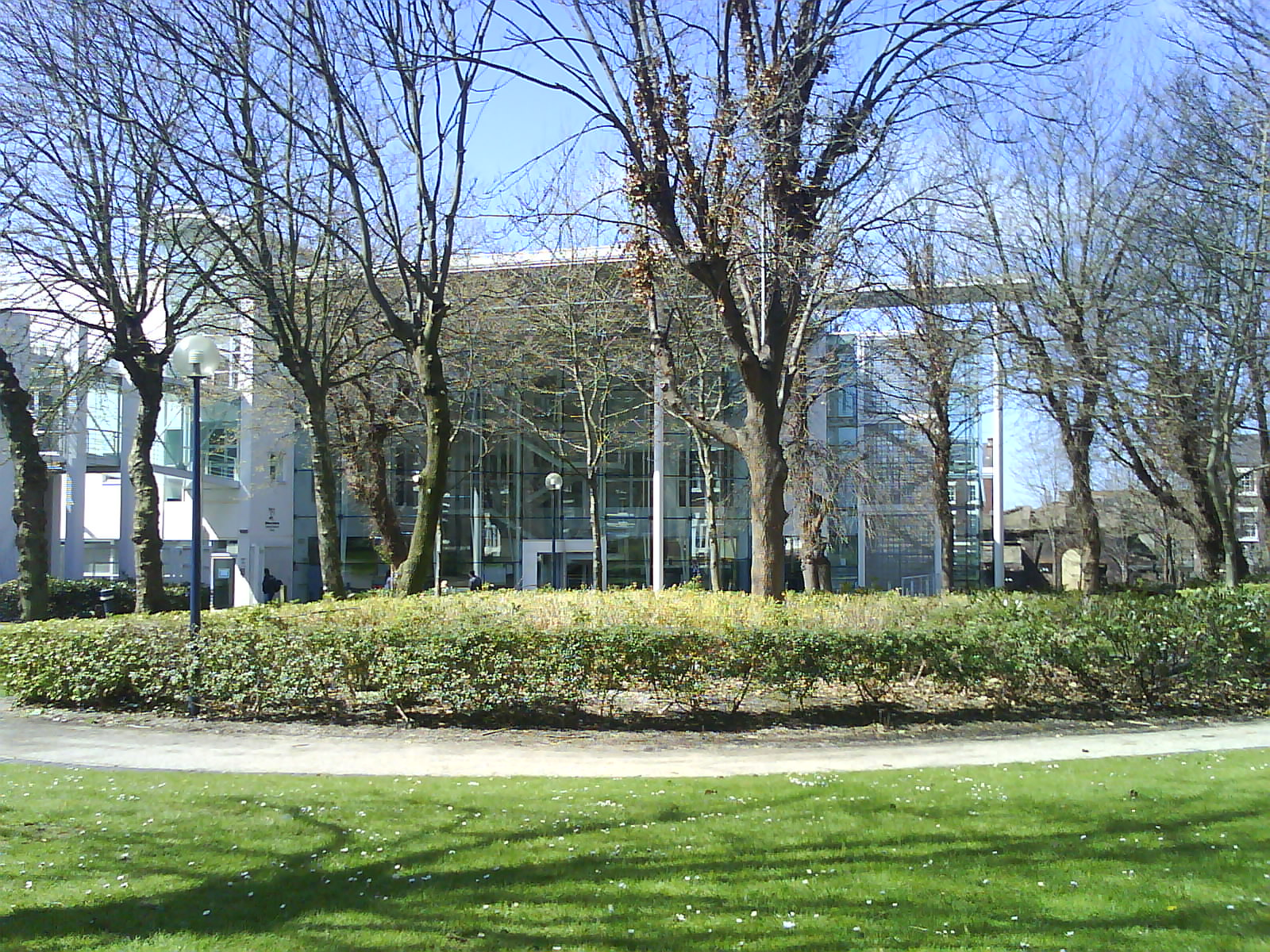
Biblioteca Aldham Robarts, de la Escuela de negocios de Liverpool, abierta 24 horas al día.

La actividad investigadora de Escuela de negocios de Liverpool se centra en áreas empresariales tales como las finanzas internacionales, la empresa sostenible, la administración de los servicios públicos, el desarrollo del pensamiento económico, el control de rendimientos, el marketing, la gestión de proyectos y los estudios de mercado.

## Referencicas
1. 1 2 3 4  Welcome to Liverpool Business School
2. ↑  Liverpool Business School Research Archivado el 18 de septiembre de 2008 en Wayback Machine.